# Kompania Gieorgijewska
Kompania Gieorgijewska (ros. Георгиевская рота) – jeden z pierwszych oddziałów wojskowych Armii Ochotniczej podczas wojny domowej w Rosji.
Kompania została sformowana w poł. listopada 1917 r. w Nowoczerkasku. W jej skład weszło kilkudziesięciu oficerów z kadry 1 Zapasowego Pułku Gieorgijewskiego na czele z płk. Iwanem K. Kirijenko. Od marca należeli oni w Kijowie do antybolszewickiego Związku Kawalerów Gieorgijewskich. Po rewolucji październikowej postanowili podjąć otwartą walkę zbrojną z rewolucją, dlatego 6 listopada przybyli nad Don. 21 listopada oddział wziął udział w pierwszym boju z oddziałami bolszewickimi w rejonie Nachiczewania nad Donem. Na pocz. grudnia, kiedy w tworzącej się Armii Ochotniczej były organizowane kompanie oficerskie, Kompania Gieorgijewska została przemianowana na 1 Kompanię Oficerską. 13 grudnia powróciła do poprzedniej nazwy. W miarę napływu pozostałych oficerów i żołnierzy z 1 Zapasowego Pułku Gieorgijewskiego rozrosła się do wielkości ponad 150 ludzi. Na pocz. 1918 r. prowadziła walki obronne z nacierającymi wojskami bolszewickimi. Po rozpoczęciu w nocy z 9 na 10 lutego przez Armię Ochotniczą 1 Kubańskiego (Lodowego) Marszu podczas jej reorganizacji 11–13 lutego w stanicy Olginskiej Kompania Gieorgijewska weszła w skład Korniłowskiego Pułku Uderzeniowego jako jego 3 batalion. Pułkownik I.K. Kirijenko został przesunięty do rezerwy.